# Петров, Сергей Валериевич
Серге́й Вале́риевич Петро́в (19 апреля 1965, Волхов, Ленинградская область) — российский предприниматель и депутат Государственной Думы Федерального Собрания Российской Федерации V, VI и VII созывов. Член фракции «Единая Россия», член комитета Госдумы по контролю и Регламенту. 
Из-за вторжения России на Украину, находится в санкционных списках Евросоюза, США, Великобритании и ряда других стран

## Биография
В 1987 г. с отличием окончил Военный инженерный институт им. А. Ф. Можайского. В 1987—2002 гг. служил в Военно-космических силах Министерства обороны РФ (начальник стартового отделения космодрома «Плесецк», осуществил 27 запусков космических ракет; затем — в Военном инженерно-космическом университете).
В 2002 г. стал соучредителем компании SVP Group, по 2007 г. — председатель совета директоров Холдинговой компании «Инвестиционная строительная компания „СВП-Инвест“».
С 24 декабря 2007 по 4 декабря 2011 г. — депутат Государственной думы Федерального собрания Российской Федерации V созыва; член фракции «Единая Россия»; входил в состав Комитета Государственной думы по земельным отношениям и строительству и в состав Комиссии Государственной думы по рассмотрению расходов федерального бюджета, направленных на обеспечение обороны и государственной безопасности Российской Федерации.
С 2008 г. возглавил Северо-Западный межрегиональный координационный совет партии «Единая Россия», вошёл в состав Президиума Генерального совета партии «Единая Россия».
Одновременно входил в состав:
- Наблюдательного Совета Некоммерческого партнерства «Союз строителей нефтяной отрасли Северо-Запада» (с 2009 г.);
- Совета Национального объединения строителей (с сентября 2010 г.);
- Общественного совета по вопросам координации деятельности саморегулируемых организаций в Санкт-Петербурге в сфере строительства при Правительстве Санкт-Петербурга (с ноября 2010 г.).

С октября 2011 года — координатор Национального объединения строителей по Северо-Западному федеральному округу, член Президиума Координационного Совета по строительству при аппарате полномочного представителя Президента РФ в СЗФО.
С 4 декабря 2011 года — депутат Государственной думы Федерального собрания Российской Федерации VI созыва; член фракции «Единая Россия»; заместитель председателя Комитета Государственной думы по земельным отношениям и строительству.
С 17 апреля 2012 г. — постоянный приглашённый, с 24 октября 2012 г. (по квоте Государственной Думы) — член Совета Национального объединения проектировщиков.

## Законотворческая деятельность
С 2007 по 2019 год, в течение исполнения полномочий депутата Государственной Думы V, VI и VII созывов, выступил соавтором 19 законодательных инициатив и поправок к проектам федеральных законов.

## Семья
Женат, двое детей.

## Собственность и доходы
Согласно официальным данным, совместный доход Петрова и его супруги за 2011 год составил 206,9 миллионов рублей. Семья владеет четырьмя земельными участками общей площадью 12,4 тыс. квадратных метров, четырьмя квартирами, жилым домом площадью 1,1 тыс. квадратных метров, четырьмя легковыми автомобилями марок BMW 750Li xDrive, LAND ROVER «RANGE ROVER» и LEXUS PX450H. В рейтинге доходов депутатов Госдумы за 2011 год Петров занял 12-е место.

## Санкции
23 февраля 2022 года внесён в санкционные списки стран Евросоюза за действия и политику, которые подрывают территориальную целостность, суверенитет и независимость Украины и еще больше дестабилизируют Украину.
24 февраля 2022 года включён в санкционный список Канады «близких соратников режима» за голосование о признании независимости «так называемых республик в Донецке и Луганске».
24 марта 2022 года, на фоне вторжения России на Украину, включён в санкционный список США за «соучастие в войне Путина» и «поддержку усилий Кремля по вторжению в Украину», Госдеп США заявил что депутаты Госдумы используют свои полномочия для преследования инакомыслящих и политических оппонентов, нарушают свободу информации, ограничивают права человека и основные свободы граждан России.
Позднее, по аналогичным основаниям, включён в санкционные списки Великобритании, Швейцарии, Австралии, Японии, Украины и Новой Зеландии.

## Награды
- Орден Почёта (2020)[19].
- Орден Дружбы (2011)[19].
- восемь медалей.
- орден Сергия Радонежского III степени[20].
- орден Святого Серафима Саровского Русской православной церкви[20].
- Серебряная медаль «Святого Апостола Петра».
- Благодарность Правительства Российской Федерации (20 июля 2019 года) — за большой вклад в развитие российского парламентаризма и активную законотворческую деятельность[21].